# Late Night with Conan O'Brien
Il Late Night with Conan O'Brien è stato uno dei talk show di punta della rete americana NBC, prodotto dal 1993 al 2009, successore del Late Night with David Letterman.

## Storia
Dopo essere stato condotto dal 1982 al 1993 da David Letterman, che lasciò la NBC per condurre il Late Show with David Letterman sulla CBS, il Late Night è stato condotto dal 13 settembre 1993 fino al 20 febbraio 2009 da Conan O'Brien, che ha lasciato la conduzione in vista del suo passaggio al The Tonight Show with Conan O'Brien a partire dal 1º giugno.
Dal 2 marzo 2009 al 7 febbraio 2014 lo show è stato condotto da Jimmy Fallon, diventando dunque il Late Night with Jimmy Fallon.
Dal 24 febbraio 2014 lo show è condotto da Seth Meyers e diventò il Late Night with Seth Meyers.
Il programma viene registrato negli studi NBC nel 30 Rockefeller Plaza di New York City.

## Trasmissione
La rete originale dello show è la statunitense NBC, che lo manda in onda in terza serata.
In Italia, lo show è stato trasmesso solamente per un breve periodo nel 2005 sul canale satellitare e digitale terrestre Rai Doc.
Senza sottotitoli è però ancora visibile sul canale internazionale CNBC Europe (in chiaro sul satellite Astra 1L o criptato visibile solo con SKY su Hotbird), sempre in terza serata.